# Viðoy
Viðoy este cea mai nordică insulă din arhipelagul Insulele Feroe, situată la est de Borðoy, prin care este legată print-un pasaj cu capătul în localitatea Norðdepil. Numele insulei se traduce cu „Insula Lemnului”, deși nu a fost niciodată împădurită. Se presupune că numele ei se leagă de buștenii aduși la mal de către Atlantic din America de Nord și Siberia.

## Culmi
Insula cuprinde 11 culmi, redate în tabelul de mai jos:
| Loc *) | Nume               | Altitudine |
| ------ | ------------------ | ---------- |
| 3      | Villingadalsfjall  | 841 m      |
| 24     | Nakkurin (norðari) | 754 m      |
| 29     | Malinsfjall        | 750 m      |
| 52     | Filthatturin       | 688 m      |
| 53     | Oyggjarskoratindur | 687 m      |
| 67     | Enni               | 651 m      |
| 84     | Sneis              | 634 m      |
| 116    | Tunnafjall         | 593 m      |
| 147    | Talvborð           | 557 m      |
| 174    | Mølin              | 511 m      |
| 192    | Nakkurin           | 481m       |

*) între altitudinile insulelor Feroe
Villingadalsfjall este cea mai nordic vârf din Feroe, iar Enniberg este cea mai înaltă stâncă marină din Europa.

## Localități
Insula cuprinde două sate:
- Hvannasund, pe coasta de sud-vest, 270. loc
- Viðareiði, pe coasta nord-vestică, cea mai nordică localitate din arhipelag, 346 loc.